# いすゞ車体
いすゞ車体株式会社（いすずしゃたい）は、いすゞ自動車が製造する商用車の仕様変更・仕様追加・改造工事を取り扱う架装メーカーである。いすゞ自動車販売の完全子会社。神奈川県藤沢市のいすゞ自動車藤沢工場内に本社を置く。

## 沿革
- 1994年（平成6年）12月 - 前身のいすゞドレスアップセンター株式会社を設立。
- 1999年（平成11年）4月 - いすゞ車体開発株式会社と合併。
- 2004年（平成16年）6月 - いすゞ特装開発株式会社より事業を譲受。いすゞ車体株式会社へ社名変更。
- 2007年（平成19年）2月 - いすゞネットワーク株式会社（現：いすゞ自動車販売）が株式を100%取得し完全子会社化。

## 事業所所在地
- 本社 - 神奈川県藤沢市土棚8（いすゞ自動車藤沢工場内）
- 駐在事務所
  - 名古屋 - 愛知県一宮市 （いすゞライネックス 中部部品センター内）